# Michèle Arnaud
Michéle Arnaud, właśc. Micheline Caré (ur. 18 marca 1919 w Tulonie, zm. 30 marca 1998 w Maisons-Laffitte) – francuska wokalistka, producent muzyczny i reżyser odznaczona Orderem Sztuki i Literatury oraz Narodowym Orderem Legii Honorowej, pierwsza reprezentantka Luksemburga w Konkursie Piosenki Eurowizji.

## Konkurs Piosenki Eurowizji
W 1956 Arnaud reprezentowała Luksemburg  podczas 1. Konkursie Piosenki Eurowizji organizowanego w Lugano. Zaprezentowała wówczas dwa utwory: „Ne crois pas” i „Les amants de minuit”. Z powodu niezachowania się wyników finału, nieznany jest końcowy rezultat zajęty przez artystkę.

## Dyskografia

### Albumy studyjne
- 1955: Volume 2
- 1962: Michèle Arnaud
- Chansons de Jacques Prévert (rok nieznany)

### Albumy kompilacyjne
- 1989: Zon, Zon, Zon
- 1996: Gainsbourg chanté par...
- 1999: Michèle Arnaud
- Mes premières chansons (rok nieznany)